# Ephialtes macer
Ephialtes macer là một loài tò vò trong họ Ichneumonidae.